# NGC 73
NGC 73 este o galaxie spirală din constelația Balena. A fost descoperită de către astronomul Lewis Swift în 21 octombrie 1886. Magnitudinea aparentă a acestei galaxii este de 13,7. 